# Истанус
Истанус (хетт. Ištanuš) — бог солнца в хеттской мифологии.
Имя Истанус — хаттского происхождения (от Эстан «Солнце-бог»). Оно было заимствовано из хаттской мифологии в период Древнехеттского царства и вытеснило индоевропейское имя солнечного бога. О последнем мы можем судить по тому, как оно сохранилось в других анатолийских языках — лувийском и палайском: это солнечные боги Тиват и Тият.
Об образе Истануса можно судить по сохранившимся стихотворным гимнам периодов Среднехеттского и Новохеттского царств. В них прослеживается влияние хаттской, шумерской и хурритской гимнографии. Наряду с этим заметны и пережитки индоевропейской ритуальной поэзии.